# Wannabe (canción de Itzy)
«Wannabe» (estilizado en mayúsculas como WANNABE) es una canción del grupo surcoreano Itzy de su segundo EP, titulado It'z Me. Fue lanzado por JYP Entertainment como el sencillo principal del álbum el 9 de marzo de 2020. Fue escrito y producido por Galactika. La canción emplea una combinación de música house y hip hop/pop que se mezcla con melodías de bubblegum pop.
El vídeo musical que acompaña a la canción fue dirigido por Naive Creative Production y subido al canal de YouTube de JYP Entertainment simultáneamente con el lanzamiento del sencillo. En 24 horas, el vídeo musical acumuló más de 11 millones de visitas y, a partir de mayo de 2020, acumuló más de 110 millones de visitas en la plataforma, lo que lo convirtió en su vídeo más rápido en conseguirlo. Comercialmente, el sencillo alcanzó las listas en ocho países, llegando al número 6 en Corea del Sur.

## Antecedentes y composición
La canción fue confirmada el 1 de marzo de 2020, como el sencillo principal del álbum. «Wannabe» emplea una combinación de música house y hip hop/pop que se mezcla con melodías de bubblegum pop, y una letra que transmite temas que enfatizan la importancia de la identidad personal y la individualidad. La canción fue escrita y producida por Galactika, quien también produjo su canción debut «Dalla Dalla». La pista tiene una duración de tres minutos y doce segundos.

## Vídeo musical
El vídeo musical fue lanzado el 9 de marzo de 2020 junto con el álbum y fue dirigido por Naive Creative Production. A partir de mayo de 2020, tiene más de 117 millones de visitas y 2,4 millones de Me gusta en YouTube. El 15 de marzo, el vídeo de práctica de baile para «Wannabe» fue lanzado en el canal oficial de YouTube de Itzy.

## Actuaciones en vivo
El 12 de marzo de 2020, el grupo hizo el debut de «Wannabe» en el programa M Countdown. El 13 de marzo, interpretaron la canción en Music Bank. Itzy volvió a tocar la canción en Show! Music Core el 14 de marzo. El 15 de marzo, Itzy interpretó la canción en el programa Inkigayo. El 20 de marzo, la canción la volvieron a presentar en Music Bank. El 4 de abril, Itzy interpretó la canción en Show! Music Core. El 6 de abril, realizaron «Wannabe» una vez más en Inkigayo. El grupo consiguió ocho victorias en espectáculos musicales por la canción.

## Rendimiento comercial
«Wannabe» debutó en el número 6 en el Gaon Digital Chart, convirtiéndose así en su tercera canción entre las diez mejores de dicha lista. La canción debutó en el número 4 en la lista de ventas de canciones digitales mundiales de EE. UU. También se convirtió en la primera entrada del grupo entre los cinco primeros desde «Dalla Dalla» y su tercera entrada entre los diez primeros en general, respectivamente. En Nueva Zelanda, la canción alcanzó el número 22 en la lista Official New Zealand Music Chart. En Japón, «Wannabe» debutó y alcanzó su punto máximo en el número 23, siendo este su ranking más alto en las listas de ese país. La canción también marcó el debut del grupo en el Canadian Hot 100, posicionándose en el número 92, convirtiéndose en la séptima actuación femenina de k-pop en aparecer en la lista, después de CL, Red Velvet, Blackpink, Jennie y Twice. La canción encabezó las listas en Malasia y Singapur, convirtiéndose en su primera canción número uno en las listas de ambos países.

## Posicionamiento en listas
| Lista (2020)                             | Mejor posición |
| ---------------------------------------- | -------------- |
| Canadá (Canadian Hot 100)                | 92             |
| Japón (Japan Hot 100)                    | 23             |
| Malasia (RIM)                            | 1              |
| Nueva Zelanda (Hot Singles RMNZ)         | 22             |
| Filipinas (Philippine Hot 100)           | 15             |
| Singapur (RIAS)                          | 1              |
| Corea del Sur (Gaon)                     | 6              |
| Corea del Sur (K-Pop Hot 100)            | 2              |
| USA (World Song Digital Sales Billboard) | 4              |

| Lista (2020)         | Mejor posición |
| -------------------- | -------------- |
| Corea del Sur (Gaon) | 13             |

## Reconocimientos

### Premios y nominaciones
| Año  | Evento                    | Premio                                      | Resultado | Ref.   |
| ---- | ------------------------- | ------------------------------------------- | --------- | ------ |
| 2020 | Asian Pop Music Awards    | Mejores arreglos - Extranjero               | Nominado  | [ 23 ] |
| 2020 | Circle Chart Music Awards | Canción del año - marzo                     | Nominado  | [ 24 ] |
| 2020 | MAMA Awards               | Mejor performance de baile - Grupo femenino | Nominado  | [ 25 ] |
| 2020 | MAMA Awards               | Canción del año                             | Nominado  | [ 25 ] |
| 2021 | Golden Disk Awards        | Bonsang Digital                             | Ganador   | [ 26 ] |
| 2021 | Golden Disk Awards        | Daesang Digital                             | Nominado  | [ 26 ] |

### Premios en programas de música
| Programa                  | Fecha               | Ref.   |
| ------------------------- | ------------------- | ------ |
| M Countdown (Mnet)        | 19 de marzo de 2020 | [ 27 ] |
| M Countdown (Mnet)        | 26 de marzo de 2020 | [ 28 ] |
| M Countdown (Mnet)        | 2 de abril de 2020  | [ 29 ] |
| Inkigayo (SBS)            | 22 de marzo de 2020 | [ 30 ] |
| Inkigayo (SBS)            | 28 de marzo de 2020 | [ 31 ] |
| Inkigayo (SBS)            | 5 de abril de 2020  | [ 32 ] |
| Show Champion (MBC Music) | 25 de marzo de 2020 | [ 33 ] |
| Show Champion (MBC Music) | 1 de abril de 2020  | [ 34 ] |

### Listados
| Publicación              | Lista                                                     | Ranking  | Ref.   |
| ------------------------ | --------------------------------------------------------- | -------- | ------ |
| Apple Music              | Top Songs of 2020: Korea                                  | Incluida | [ 35 ] |
| Billboard                | The 20 Best K-Pop Songs of 2020: Critics' Picks           | 15.º     | [ 36 ] |
| BuzzFeed                 | 35 Songs That Helped Define K-Pop In 2020                 | 27.º     | [ 37 ] |
| Dazed                    | The 40 best K-pop songs of 2020                           | 17.º     | [ 38 ] |
| Genius Korea             | 2021 Year End Chart - Top Songs                           | 44.º     | [ 39 ] |
| Genius Korea             | 2021 Year End Chart - Top K-Pop Songs                     | 26.º     | [ 40 ] |
| Hypebae                  | Best K-Pop Songs and Music Videos of 2020                 | Incluida | [ 41 ] |
| KultScene                | 50 best k-pop songs of 2020                               | 13.º     | [ 42 ] |
| Marie Claire             | 35 Essential K-Pop Songs Every Fan Should Know            | Incluida | [ 43 ] |
| Medium                   | 20 Best K-Pop Songs of 2020                               | 5.º      | [ 44 ] |
| Metro                    | The best K-Pop comebacks of 2020                          | 10.º     | [ 45 ] |
| Paper                    | The 40 Best K-Pop Songs of 2020                           | 5.º      | [ 46 ] |
| Rolling Stone            | The 100 Greatest Songs in the History of Korean Pop Music | 39.º     | [ 47 ] |
| South China Morning Post | The best 15 singles from K-pop groups in 2020             | Incluida | [ 48 ] |
| Spotify                  | Most Streamed K-Pop Songs Globally                        | 10.º     | [ 49 ] |
| Teen Vogue               | The Best K-Pop Moments of 2020                            | Incluida | [ 50 ] |

## Certificaciones
| País           | Organismo certificador | Certificación | Ventas certificadas | Ref.   |
| -------------- | ---------------------- | ------------- | ------------------- | ------ |
| Estados Unidos | -                      | -             | 1.000               | [ 51 ] |

## Historial de lanzamiento
| País  | Fecha              | Formato                    | Sello             | Ref.   |
| ----- | ------------------ | -------------------------- | ----------------- | ------ |
| Mundo | 9 de marzo de 2020 | Descarga digital streaming | JYP Entertainment | [ 52 ] |